# Janské Lázně
Janské Lázně, tyska Johannisbad, är en  liten stad och en kurort i regionen Hradec Králové i Tjeckien. Befolkningen uppgick till 832 invånare i början av 2008.
1675-1680 bildades en by av Johann Adolf, prins av Schwarzenberg. 1881 blev orten stad. Orten, som 1921 hade 294 innevånare hade fram till 1945 sudettysk befolkning.
Världsmästerskapen i nordisk skidsport 1925 anordnades i Janské Lázně.